# Brvenik Naselje
Brvenik Naselje (izvirno srbsko Брвеник Насеље) je naselje v Srbiji, ki upravno spada pod Občino Raška; slednja pa je del Raškega upravnega okraja.

## Demografija
V naselju, katerega izvirno (srbsko-cirilično) ime je Брвеник Насеље, živi 332 polnoletnih prebivalcev, pri čemer je njihova povprečna starost 41,9 let (42,4 pri moških in 41,5 pri ženskah). Naselje ima 132 gospodinjstev, pri čemer je povprečno število članov na gospodinjstvo 3,09.
To naselje je popolnoma srbsko (glede na rezultate popisa iz leta 2002).
|  |

| Demografija | Demografija     | Demografija     |
| Leto        | Št. prebivalcev | Št. prebivalcev |
| ----------- | --------------- | --------------- |
|             |                 |                 |
|             |                 |                 |
|             |                 |                 |
|             |                 |                 |
| 1948        | 169             |                 |
| 1953        | 155             |                 |
| 1961        | 208             |                 |
| 1971        | 253             |                 |
| 1981        | 283             |                 |
| 1991        | 414             | 414             |
| 2002        | 409             | 408             |
|             |                 |                 |

| Etnična sestava po popisu iz leta 2002 | Etnična sestava po popisu iz leta 2002 | Etnična sestava po popisu iz leta 2002 | Etnična sestava po popisu iz leta 2002 | Etnična sestava po popisu iz leta 2002 |
| -------------------------------------- | -------------------------------------- | -------------------------------------- | -------------------------------------- | -------------------------------------- |
| Srbi                                   | Srbi                                   |                                        | 408                                    | 100,0%                                 |
| Neznano                                | Neznano                                |                                        | 0                                      | 0,0%                                   |